# Opera St. Moritz

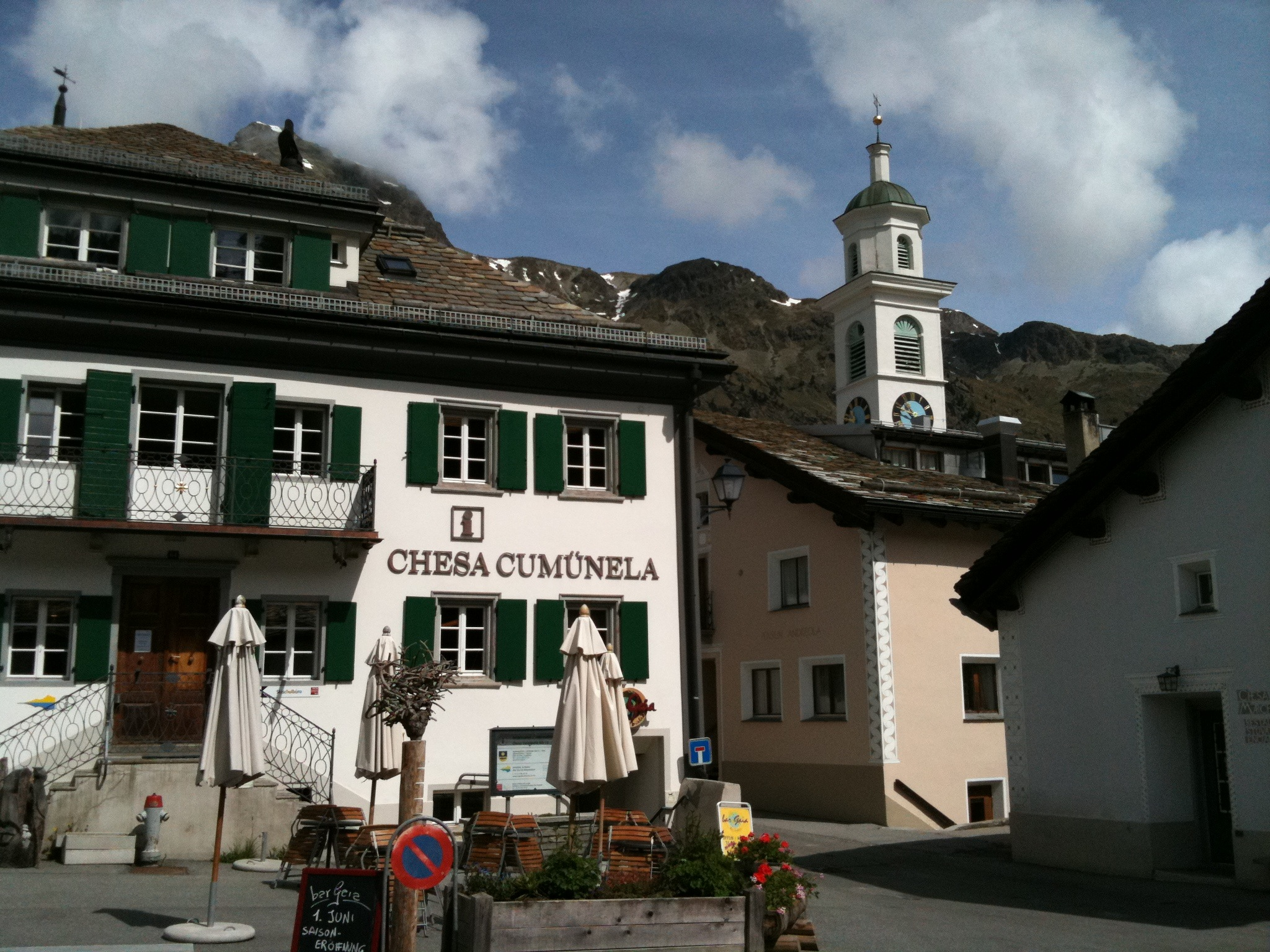
Spielort 2010 und 2011: Sils bei St. Moritz

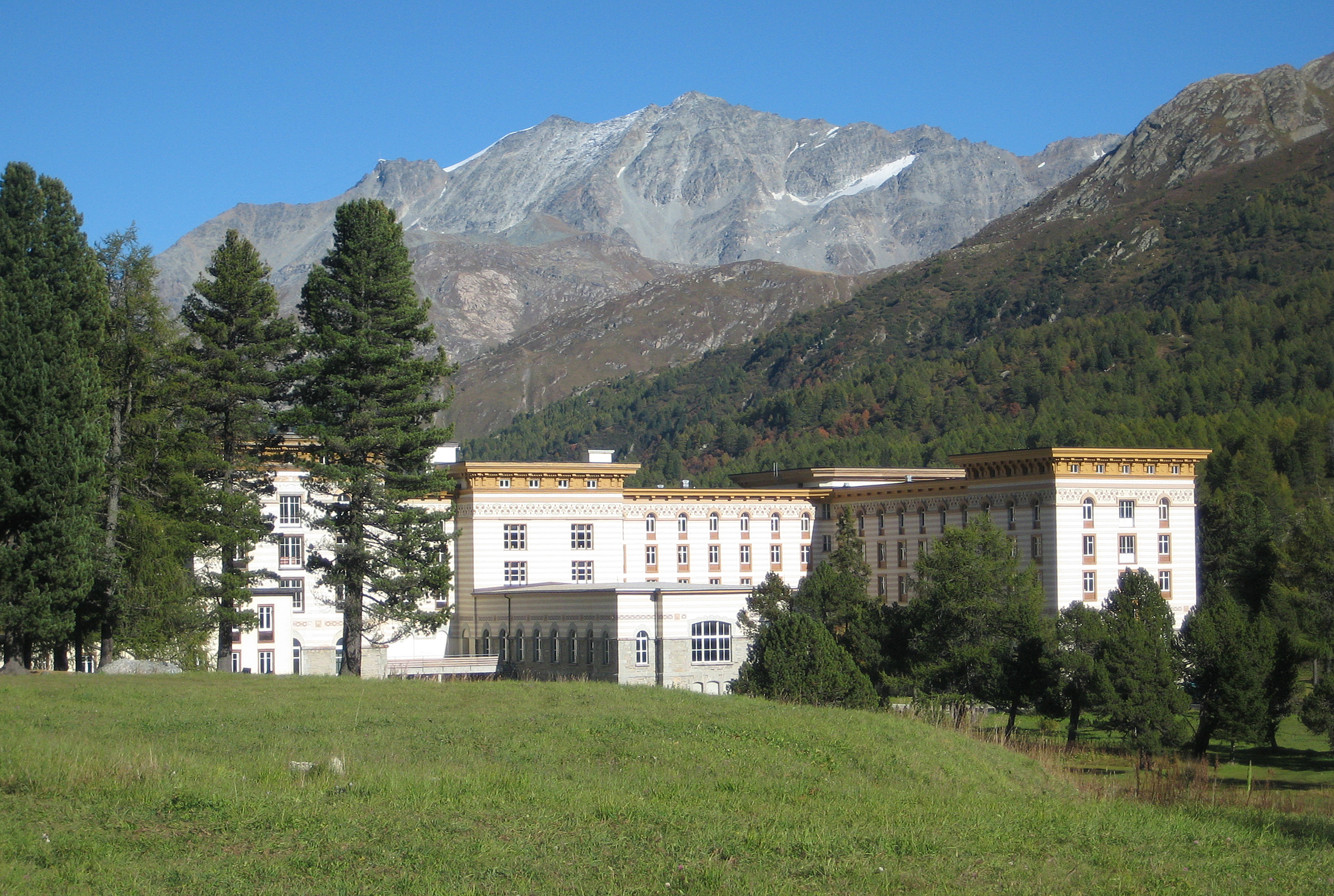
Spielstätte 2009: Hotel Maloja Palace

Die Opera St. Moritz (früher Opernfestival Engadin) ist eine jährlich im Sommer stattfindende Operninszenierung bei St. Moritz im Oberengadin in der Schweiz, gegründet von Gerd Wagner und Jan Schultsz. 
Opera St. Moritz spielt in den Grand Hotels rund um St. Moritz, die in der Belle Époque entstanden und aufgrund ihrer Palast-Architektur Raum für Opernaufführungen bieten. Die Besucher sitzen dabei in unmittelbarer Nähe zur  Bühne, da es keine Trennung durch einen Orchestergraben gibt. Die internationalen Solisten und Musiker werden von lokalen Chören unterstützt.
2009 wurde die Oper Il barbiere di Siviglia des Komponisten Gioacchino Rossini aufgeführt. 2010 inszenierte das Festival die Fortsetzung dieser komischen Oper: Le nozze di Figaro von Wolfgang Amadeus Mozart. Im Sommer 2011 führte Opera St. Moritz die lyrische Tragödie Anna Bolena von Gaetano Donizetti im Hotel Waldhaus in Sils im Engadin/Segl auf, in welchem bereits 2008 Christoph Marthaler ein Theaterstück inszenierte.
Gründer, Intendant und Musikalischer Leiter war Jan Schultsz, Präsident war Martin Grossmann. Sie gründeten und leiteten ebenfalls die jährlich stattfindende Opera Basel (Schweiz), die im Volkshaus Basel zur Aufführung gelangte.

## Inszenierungen
- 2000: Il viaggio a Reims (Gioachino Rossini)
- 2001: Oberto, Conte di San Bonifacio (Giuseppe Verdi)
- 2002: La finta giardiniera (Wolfgang Amadeus Mozart)
- 2003: La traviata (Giuseppe Verdi)
- 2004: Il turco in Italia (Gioachino Rossini)
- 2005: Lucrezia Borgia (Gaetano Donizetti)
- 2006: Un giorno di regno (Giuseppe Verdi)
- 2007: Il pirata (Vincenzo Bellini)
- 2008: Otello (Gioachino Rossini)
- 2009: Il barbiere di Siviglia (Gioachino Rossini)
- 2010: Le nozze di Figaro (Wolfgang Amadeus Mozart)
- 2011: Anna Bolena (Gaetano Donizetti)
- 2012: L’equivoco stravagante (Gioacchino Rossini)
- 2013: Don Giovanni (Wolfgang Amadeus Mozart)
- 2014: La gazzetta (Gioacchino Rossini)
- 2015: Viva la Mamma (Gaetano Donizetti)
- 2016/2017: Bianca e Fernando (Vincenzo Bellini)
- 2018: Best of Opera St. Moritz (Konzert)
- 2019: I due Foscari (Giuseppe Verdi)